# Vishnupant Pagnis
Vishnupant Pagnis (Marathi: विष्णुपंत पागनीस, Viṣṇupant Pāganīs; * 1892; † 1943) war ein indischer Schauspieler und Sänger des marathischen Films und Theaters.

## Leben
Vishnupant Pagnis begann seine Karriere im Alter von zehn Jahren auf der Bühne im marathischen Musiktheater („Sangeet Natak“). Er war Mitglied der Theatergruppe Swadeshi Hitchantak Natak Mandali in Kolhapur und auf Frauenrollen wie Sharada und Shakuntala spezialisiert. Das Ensemble hatte auch Aufführungen vor dem Maharaja Shahu von Kolhapur. Zu Pagnis’ wichtigen Frauenrollen gehörten seine Bühnenauftritte in Mama Warerkars Kunjvihari (1908) und bei Govindrao Tembes Theatergruppe Shivraj Natak Mandali in der Hindi-Version von Manishankar Trivedis Siddhasansar (1916). Seine Spielweise soll stark von dem überregional bekannten Frauendarsteller Jaishankar Sundari aus Gujarat beeinflusst gewesen sein.
Als seine Bühnenkarriere als Frauendarsteller altersbedingt zu Ende gegangen war und er sich als erwachsener Mann dort keine Zukunft sichern konnte, versuchte Pagnis sein Auskommen beim Film. Seine ersten Filmauftritte hatte er in Kolhapur bei Maharashtra Film Company in Baburao Painters Surekha Haran (1921) und in Pune bei Deccan Pics in Warerkars Poona Raided (1924), einem aufwändigen Historienspektakel über Shivajis Verteidigung der Stadt Pune gegen einen Angriff des Großmoguls Aurangzeb. Zu weiteren Engagements kam es vorerst nicht; er verdiente seinen Lebensunterhalt dann als Musiklehrer an einer staatlichen Schule.
Seine sängerischen Fähigkeiten brachten ihn – wahrscheinlich auf Vermittlung Tembes – wieder ins Filmgeschäft. Eher zufällig bekam er die Titelrolle des Mystikers Tukaram in Sant Tukaram (1936), einer Produktion der Prabhat Film Company unter der Regie von Vishnupant Damle und Sheikh Fattelal. Pagnis ging in dieser Rolle auf und seine Verkörperung der religiösen Hingabe Tukarams wurde zum Prototyp im Heiligenfilm-Genre des indischen Films. Die von ihm selbst gesungenen Lieder des Films waren eigenständige Erfolge und er konnte danach als Kirtan-Sänger auch einige Schallplattenaufnahmen veröffentlichen. Für Sant Janabai (1938), einem Film von Narayan Gopinath Devare und Narayanrao Damodar Sarpotdar über die heilige Janabai aus dem frühen 14. Jahrhundert, schrieb Vishnupant Pagnis die Musik. Im darauf folgenden Jahr verkörperte er unter der Regie von Jayant Desai für Ranjit Movietone – in einer Art Reprise seiner Tukaram-Rolle – den Mystiker Tulsidas mit Leela Chitnis als dessen Frau an seiner Seite. Neben Durga Khote war Pagnis noch in Vijay Bhatts Narsi Bhagat (1940), einem Film über den Gujarati-Dichter Narasinh Mehta (1408–1475), und Parshwanath Yeshwant Altekars Mahatma Vidur (1943) zu sehen.

## Filmografie
- 1921: Surekha Haran
- 1924: Poona Raided
- 1936: Sant Tukaram
- 1938: Sant Janabai (nur Musik)
- 1939: Sant Tulsidas
- 1940: Narsi Bhagat
- 1943: Mahatma Vidur
- 1943: Bhakta Raaj